# Fjälldvärgspindel
Fjälldvärgspindel (Sisicus apertus) är en spindelart som först beskrevs av Holm 1939.  Fjälldvärgspindel ingår i släktet Sisicus och familjen täckvävarspindlar. Arten är reproducerande i Sverige. Inga underarter finns listade i Catalogue of Life.